# برینیو د نازاره
برینیو د نازاره (به پرتغالی: Brejinho de Nazaré) یک منطقهٔ مسکونی در برزیل است که در توکانتینس واقع شده‌است. برینیو د نازاره ۱٬۷۲۴ کیلومتر مربع مساحت و ۵٬۵۱۹ نفر جمعیت دارد.